# Skyddshund
För andra betydelser, se Bevakningshund (olika betydelser).

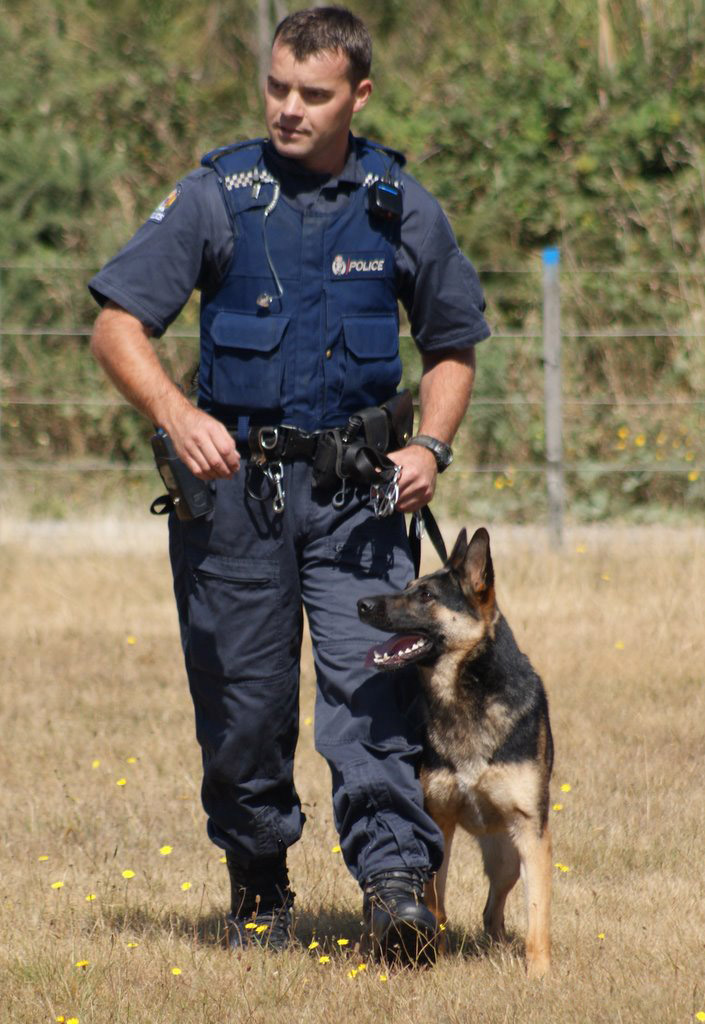
Polis med tysk schäferhund i Nya Zeeland.

En skyddshund är en tjänstehund som används av polisen eller bevakningsföretag. De benämns även patrullhundar och övervakningshundar (ÖVS-hundar). Skyddshundar är de vanligaste polishundarna som används vid patrullering, utryckningar, för att hålla ordning och för hundförarens skydd. Det är den enda sorts väktarhund som används vid patrullering.
Skyddshundar utbildas av hundförarna själva efter genomgånget lämplighetstest. Polisens hundförare och hundar får en åtta veckors grundutbildning på Polishundtjänsten i Karlsborg medan väktare och deras hundar utbildas av privata företag med auktorisation. Hundarna måste godkännas på tjänstbarhetsprov och även under tjänstgöringen genomgår förare och hundar årliga prov. Hundarna brukar vara färdigutbildade i tvåårsåldern och är kvar i tjänst tills de är omkring 10 år. När det gäller väktarhundar är det polisens hundinstruktörer som på länsstyrelsernas uppdrag står för auktorisationen.
Det är främst poliser och väktare som tävlar i skyddshundstävlingar som internationella prövningsordningen och bruksprovsgrenen skydd. Tävlingarna är även öppna för civila vars hundar har en särskild tävlingslicens.